# Armonia/Io sono per il sabato
Armonia/Io sono per il sabato è il quarto singolo di Romina Power, pubblicato dalla casa discografica I Dischi dello Zodiaco nel 1970.

## Descrizione
Il brano sul lato A, Armonia, è scritto interamente da Fernando Budano.
Il brano sul lato B, Io sono per il sabato, è la sigla iniziale della seconda edizione del varietà televisivo Doppia coppia. Il testo è scritto da Antonio Amurri e Dino Verde, mentre la musica è composta dal Mº Franco Pisano.

## Tracce

### Lato A
1. Armonia

### Lato B
1. Io sono per il sabato (sigla di Doppia Coppia 1970)

## Staff artistico
- Romina Power – voce
- Detto Mariano – direzione orchestrale